# NMBS Type 29 (1874)
De locomotief Type 29 Belpaire was een stoomlocomotief van de Nationale Maatschappij der Belgische Spoorwegen in dienst tussen 1874 en 1941. Een exemplaar van de Belpaire-vuurhaard uit de Type 29 staat in het museum Train World.
Het Type 29 werd gebouwd om goederentreinen te trekken en trok bijna uitsluitend kolentreinen.
De typische vuurkist werd ontworpen door Alfred Belpaire (1820-1893). De totale lengte van de stoomketel bedroeg 7,75 m, de breedte van de Type 29 ter hoogte van de vuurhaard was 2,11 m en de breedte ter hoogte van de rookkast was 1,69 m.
Na de Tweede Wereldoorlog werd er nog een andere serie stoomlocomotieven gebouwd onder de naam Type 29.